# دوبرنکا
دوبرنکا (به لهستانی:  Dobrynka) یک روستا در لهستان است که در گمینا پیشچاتس واقع شده‌است.